# Henric van Veldeke
Heinrich von Veldeke (okoli 1150 – † 1184; nizoz. Heinric van Veldeken) je prvi pisatelj iz Nizozemskih dežel, ki se je poimenoval z imenom in pisal v evropskem jeziku, ki ni latinski. Rodil se je v Veldekeju, zaselku na ozemlju Spalbeek, ki je od leta 1977 v skupnosti Hasselt v Limburgu v Belgiji. Edini preostanek je vodni mlin na reki Demer ('Vel(de)kermolen'). V Limburgu ga slavijo kot pisatelja stare limburščine. 

## Življenje
Po vsej verjetnosti rojen pred letom 1150, kajti leta 1174 je bil rokopis njegovega dela Roman o Eneju (nem. Eneasroman) že skoraj končan. Heinrich von Veldeke je izhajal iz plemiške rodbine, ki se je imenovala po vasi Veldeke in je ležala zahodno od Maastrichta. Domnevajo, da je se izobrazil za duhovnika, a je kasneje opravljal dela na dvoru. Služil je grofoma Loon in Rieneck, ki sta hkrati vodila grofijo v Mainzu. 
Spomladi 1184 je živel v Mainzu pri cesarju Frideriku I.
Kot mecene Heinrich omenja grofa Agnesa von Loona, Hermanna von Thüringena in grofico Margarehto von Cleve.
Umrl naj bi tik pred letom 1190 v bližini Freyburga (grad Neuenburg), kjer naj bi tudi končal svoj roman.
Po nekaterih informacijah naj bi njegov Roman o Eneju leta 1174 ukradli. 9 let kasneje naj bi ga v Thüringenu dobil nazaj ter spisal dokonca, a točnih dokazov ni.
Okoli leta 1205 Wolfram von Eschenbach v svojem romanu Parcifal (nem. Parzival) obžaluje njegovo smrt (mhd: ôwe, daz sô vrou erstarp von Veldeke, der wîse man!).
Podatkov o temu, kje in kdaj natančno je Veldeke umrl, na žalost ni.
Njegov pomen in vpliv na nemško književnost že leta 1210 poudari Gottfried von Straßburg v svojem delu Tristan.

## Jezik
Heinrich von Veldeke je tako na Nizozemskem, kot tudi v nemški literaturi čaščen kot prvi pisatelj tovrstne literature. Od dela Legenda o Servatiusu (nem. Servatiuslegende) je ohranjen le rokopis iz 13. stoletja in rokopis 15. stoletja, ki je napisan v srednji nizozemšini (nem. Mitteniederländisch).
Nekaj njegovih viteških ljubezenskih pesnitev (Minnelieder) naj bi bilo ohranjenih tudi v ljudskih ustnih izročilih. Pomen njegovih del je za nemški prostor pomemben, ker so takratna dela prihajala v nemške dežele v srednjevisokih nemških različicah (mittelhochdeutsche Versionen).
Poleg tega je pri mnogih nemških avtorjih dvorne književnosti (Wolfram von Eschenbach, Hartmann von Aue in Gottfried von Straßbourg) omenjen kot vzor za nemško pesništvo.

## Delo
Heinrich von Veldeke izstopa kot epik in pisec ljubezenskih viteških pesnitev (Minnesänger). Med prvimi je vključil motive in teme prvinske trubadurske lirike.
- Legenda o Servatiusu (Servatiuslegende): 6000 verzov; na pobudo grofice Agnes von Loon nastala tudi priredba.
- Roman o Eneju (Eneasroman): 13500 verzov, dokončan med letoma 1187/89 s tem delom je postal utemeljitelj nemškega srednjevisokega dvornega romana. Glavni vir pa ni bil Vergilijeva Eneida marveč anonimno starofrancosko izročilo, delo Roman d`Eneas, ki se nanaša na Vergila.
- 34 ljubezenskih pesnitev. Spadal je v skupino pesnikov nemške ljubezenske lirike, ki so v nemški prostor vnesli elemente iz romanske ljubezenske pesnitve.

## Vir
- Horst Brunner. Geschichte der deutschen Literatur des Mittelalters im Überblick. Stuttgart. Reclam, 1997.
- Meinolf Schumacher. Einführung in die deutsche Literatur des Mittelalters. Darmstadt. Wissenschaftliche Buchgesellschaft, 2010, ISBN 978-3-534-19603-6, pp. 65-69.